# Mateřídouška (časopis)
Mateřídouška je měsíčník pro dětské čtenáře do dvanácti let. První číslo bylo vydáno 19. prosince 1945. Časopis během své existence reagoval na aktuální dobové nároky a zájem čtenářů. První desetiletí určoval podobu časopisu „program estetických hodnot“. Obsah byl zaměřen na kvalitní četbu pro děti i obrazový doprovod. Převažovaly pohádky a poezie, doprovázené ilustracemi. Předlohou pro vydávaná čísla byla tematika ročních období. Počátkem padesátých let 20. století výrazně zasáhla do obsahu komunistická propaganda (oslavné články o sovětských vůdcích, apoteóza pionýrské organizace atd.) Objevila se řada překladů ze sovětských textů.
Během druhé poloviny padesátých let byla zkvalitněna vizuální stránka časopisu. Obsah obohatily překlady Christiana Morgensterna nebo Rudyarda Kiplinga. V průběhu šedesátých let se obsah časopisu skládal z české současné literární tvorby, kresleného seriálu. Přibyly další rubriky s tematikou ze života jisker a pionýrů i texty encyklopedického charakteru.
V období normalizace byly rubriky motivované dobovou ideologií. V této době začala vycházet románová příloha jako „Knihovnička Mateřídoušky“ (například knihy jako Pipi Dlouhá punčocha nebo Karlík a továrna na čokoládu). Příběhy na pokračování udržovaly kontinuitu časopisu během dalších let. Vliv státní propagandy slábl. Objevily se rubriky „Rébusy a rébusky“ nebo „Záhadné nápisy“. Byla posílena herní složka časopisu a mizela tematika pionýrského hnutí. 
Radikální změna jak výtvarného zpracování i obsahové struktury časopisu probíhala během devadesátých let 20. století. Zvýšil se podíl komiksových příběhů, kreslených adaptací literárních děl a dobrodružné literatury. Nová podoba časopisu nabídla čtenářům zábavnou formou seznamování se světem (reportáže z  přírody, novinky vědy a techniky). Součástí vydání se staly plakáty, vystřihovánky, pexeso nebo různé hry.
Na přelomu tisíciletí se zvýšil podíl reklamy. Reklama pro dětského čtenáře zahrnovala soutěže a hry. Časopis byl inspirován internetovými stránkami. Mezi inzerenty patřili výrobci hraček a potravin. Od roku 2016 začala vydávat časopis společnost Czech News Center. Časopis jednadvacátého století vychází pro malé čtenáře od sedmi do dvanácti let. Obsahuje vedle komiksů, hlavolamů, rébusů nebo vystřihovánek i výuku angličtiny. 

## Historie

### Vznik časopisu
První číslo časopisu vyšlo 19. prosince 1945 pod vedením Františka Hrubína. Josef Lada navrhl logo. Název odkazoval k básni „Mateřídouška“ Jaroslava Seiferta a také k básni Kytice Karla Jaromíra Erbena. Značná pozornost byla věnována poezii i populárně naučným textům a ilustracím. Časopis vycházel jako čtrnáctideník. Zpočátku měl podtitul „časopis pro nejmenší čtenáře“. Ve čtyřicátých letech 20. století nebyl ještě rozdělen na rubriky, které vznikly až pozdějším vývojem. Převažovaly lidové pohádky české i dalších národů, poezie, říkanky a hádanky. V každém čísle vycházel kreslený seriál „Kousky mládence Ferdy Mravence“ Ondřeje Sekory a také pravidelná rubrika „Hádanky“. Do poválečných čísel svými texty přispívali například František Hrubín, Josef Václav Sládek, Kamil Bednář nebo František Nechvátal. Mezi lety 1945–1947 řídili vydání jednotlivých čísel František Hrubín,redaktor Miloš Holas a Břetislav Mencák.

### Desetiletí po únoru 1948
Zásadní vliv na kulturní život měl Únor 1948. Řada nakladatelství pro děti byla nahrazena Státním nakladatelstvím dětské knihy (SNDK). Komunistická ideologie propagovala změny ve společnosti (například kolektivizaci, boj KSČ za vítězství socialismu atd.) Časopis zpočátku odolával politickému tlaku, ale zásadní změna nastala s novou redakcí v čele s Jaromírem Míšou Průšou. Textové i obrazové příspěvky byly ovlivněny dobovou ideologií. Estetická a zábavná funkce časopisu byla potlačena. Do časopisu přispívali nejen čeští, ale i ruští nebo polští autoři. Krátký čas, od konce roku 1948 do konce čtyřicátých let, byl časopis vydáván jako měsíčník. Posléze od druhé poloviny padesátých let již měsíčníkem zůstal. Skládal se z osmnácti stran a pozitivním jevem bylo, že až do roku 1989 zde nebyla publikována reklama. Obsah časopisu byl v tomto období podřízen politickým záměrům. Jednotlivé příspěvky se již nespojovaly s ročním obdobím, ale byly vydávány s ohledem na socialistická výročí nebo svátky (První máj – svátek práce). Ve stejném duchu pokračoval nový šéfredaktor Jiří Václav Svoboda od roku 1951. Mezi jeho spolupracovníky patřili například Karel Černý, Bohuslava Cimlerová, René Ditmar, Božena Kádnerová, Oldřich Kryštofek nebo Zdeněk Kudělka, který vedl výtvarnou část redakce. SNDK vydávalo časopis do roku 1953, poté vycházel v nakladatelství Mladá fronta.

### Období „uvolňování“
Demokratizační úsilí od druhé poloviny padesátých let se projevilo i v dětské literatuře a časopisech pro děti. Mateřídouška byla zvolna zbavována výchovnosti a ideologického přístupu. Do redakce nastoupili noví lidé například Jan Alda, Jiří Binek, Lucie Jirotková, Oldřich Kryštofek nebo Oldřich Syrovátka. V letech 1963–1969 byl šéfredaktorem Zdeněk Adla. Vznikaly další časopisy pro děti různého věku i zaměření jako Čtyřlístek nebo ABC či edice Karavana. 
Mateřídouška se stala „časopisem jisker“. Zmizela většina výchovných textů, byl obnoven kreslený seriál. Od roku 1956 přinesl Miloš Nesvadba do časopisu humor a barvité ilustrace. K dalších ilustrátorům patřili Miloš Noll, Zdeněk Miler nebo Radek Pilař. Redakce se vrátila k původní myšlence časopisu, ale zároveň se objevily nové populárně naučné rubriky. Například rubrika „Hančin zápisník“ poskytovala rady pro děti, například jak vyrobit mamince přání k Mezinárodnímu dni žen atd. Také upozorňovala na nové knihy nebo pionýrské svátky. Rubriku vedla redaktorka Dagmar Lhotová, která také ve své tvorbě propagovala samostatnost dětí bez sdružování v organizacích. Do časopisu přispívali další autoři jako Josef Kainar, Svatopluk Hrnčíř, Helena Šmahelová, Jan Vladislav nebo Ota Hofman. V šedesátých letech byla publikována soudobá literární tvorba pro děti i ukázky ze světové literatury. 
Komiksové postavy měnily také svůj charakter. Od podporující a výchovné „sochy Slavomíra“ v kresleném seriálu beze slov, který vycházel v letech 1964–1965, přes „kocourka Pazourka“ (1964–1965) až po deset let vycházející oblíbený seriál s postavou „kocoura Vavřince“ (1966–1976). Ještě v seriálu beze slov se přiblížil světu dítěte kocourek Pazourek (námět Ljuba Štíplová, kresba Josef Lamka), který se „pletl do života dospělých“ a pak ho pronásledovaly úsměvné problémy (například, když ochutnával těsto, spadl do něj a kuchařka ho vyválela). Jeho přirozené chování vyčnívalo vedle příkladných dětských postav. Souběžně vycházel cyklus „Míša a Šíša na cestách“ (1967–1969) o životě dvojice chlapců. Pod šesti panely obrázků byly minimalistické komentáře. Časopis začal spolupracovat například s indickým ilustrátorem A. M. Abrahamem nebo Jeanem Effelem. Objevily se zde také japonské komiksy. 

### Období normalizace do roku 1981
Na počátku normalizace byly pro děti předškolního a raného školního věku vydávány pouze časopisy Sluníčko a Mateřídouška. Šéfredaktorem byl Jiří Černý (1970–1971). V tomto období se časopis snažil předkládat dětem literaturu nezávislou na stranické ideologii. Sílící státní tlak potvrdila však záhy i změna šéfredaktora v osobě Eduarda Vavrušky, který vedl časopis do roku 1980. V tomto období přispívali do obsahu jednotlivých čísel básníci Josef Brukner, Jan Čarek, Michal Černík, František Halas, Jiří Havel, František Hrubín, Zdeněk Kriebel, Heda Průchová, Jiří Václav Svoboda, Oldřich Syrovátka, Karel Sýs, Jiří Žáček a další. Mezi prozaické autory patřili Zdeněk Adla, Václav Čtvrtek, Hana Doskočilová, František Kožík, Dagmar Lhotová, František Nepil, Eduard Petiška, Věra Provazníková nebo Bohumil Říha.
Formát časopisu se zmenšil a přiblížil se tak knižní podobě. Zvětšil se počet stránek na třicet dva. Byla zrušena tradice, kdy pouze jeden autor ilustroval jedno číslo. Více ilustrátorů při vydání konkrétního čísla přineslo pestřejší výtvarnou podobu časopisu. V této době se již začala sporadicky objevovat komerční reklama. Ideologicky ovlivněny zůstávaly stálé rubriky, které připomínaly významné události a socialistické svátky jako byl Mezinárodní den dětí, Velká říjnová revoluce, atd.
Pro udržení kontinuity časopisu byly důležité příběhy na pokračování. Často byly následně vydány i knižně, například pohádkové příběhy Rumcajse, Manky a Cipíska od spisovatele Václava Čtvrtka. Autorské pohádky často vznikaly na základě filmových scénářů k večerníčkům nebo animovaným filmům. Obrázkový seriál (komiks politický režim nepodporoval) s textem pod obrázky kreslila dvojice autorů Jiří Černý a Jiří Kalousek po celá sedmdesátá léta, například „Obrázková kronika z českých dějin“ (1970–1972), „Obrázky z českých dějin“ (1972–1974) nebo „Obrázky z dějin českých objevů a vynálezů“ (1974–1976).

### Osmdesátá léta do roku 1989
V osmdesátých letech začal sovětský demokratizační proces – perestrojka ovlivňovat vydávání tvorby českých „zakázaných“ autorů. Více prostoru k publikování svých textů v časopise dostali i autoři tvorby pro děti jako například Josef Brukner, Ladislav Dvořák, Jan Skácel, Jan Vodňanský, Věra Provazníková nebo Zuzana Nováková. V roce 1981 se stala šéfredaktorkou Eliška Knotová.
V tomto období vydávalo nakladatelství Mladá fronta řadu časopisů pro děti, ale pro malé čtenáře vycházel pouze časopis Mateřídouška. Vliv státní propagandy slábl. Měnily se i hodnoty společnosti (televize byla již v každé domácnosti) a do obsahu časopisu vstoupila realita médií. 
Časopis se rozšiřoval o další rubriky. Přispívali do nich vedle Hany Doskočilové nebo Josefa Bruknera další autoři (František Nepil, Jiří Slíva nebo Ladislav Dvořák,...). Nové rubriky „Z chytrých zápisníků“, „Hlásí se lvíček“ nebo „Zvířátka radí“ se zaměřovaly na volnočasové aktivity dětí. Texty o výtvarném umění patřily rubrice Josefa Bruknera „Jak namalovat...“. Nově se objevily „Rébusy a rébusky“ nebo „Záhadné nápisy“, které posilovaly herní složku časopisu a utlumovaly tematiku pionýrského hnutí. Jednotícím pojítkem byla próza na pokračování. Následně vyšly knižně například příběhy Aleny Vostré, Kouzelná chobotnice Krejzy nebo Švandaluzie. V druhé polovině osmdesátých let následovaly v rámci relaxační části po komiksové podobě Kocoura Vavřince další kreslené seriály jako „Tři prasátka“ nebo „Klok a Kloček“, kreslené Jaroslavem Malákem. Pokračovala i dvojice autorů Jiří Černý a Jiří Kalousek s „Obrázky z dějin velkých světových objevů“ (1982–1984). Nonsensové texty českých autorů (Jiří Žáček, Věra Provazníková, Hana Průchová) doplňovaly překlady světových básníků v rubrice „Verše z celého světa“. Ke grafikům a ilustrátorům během tohoto období patřili Gabriel Filcík, Luděk Vimr, Miloslav Jágr, Olga Čechová, Alois Mikulka a další.

### Devadesátá léta
Během tohoto období v časopise působilo několik šéfredaktorů. V letech 1989–1991 to byla Jiřina Černíková. Po ní vedl do roku 1993 redakci Josef Brukner a od roku 1993 Magdalena Propperová, která působila jako redaktorka již od roku 1976. Vydavatelem se od roku 1990 stala Mladá fronta. Vedle řady nově vydávaných komerčně zaměřených časopisů pro děti, zůstala Mateřídouška s minimální reklamou a estetické hodnoty zůstaly prioritou. Časopis byl postaven na didakticky stylizovaných stránkách, které tvořily pracovní listy. Světová dobrodružná literatura byla předkládána dětem formou realistické kresby. Kreslený seriál Jiřího Černého a Ivany Lomové „Biblické příběhy“ (1990–1995) navazoval na „Obrázky z dějin...“. Společně s Ervínem Urbanem zpracoval Jiří Černý pro časopis román Robinson Crusoe.
Texty připravované Ladislavem Dvorským, Helenou Kholovou nebo redaktorkou Markétou Klocovou (rubrika „Víte co je“) se věnovaly naučným tématům pro malé čtenáře. Martina Drijverová se věnovala změnám v přírodě v průběhu roku. Hana Doskočilová psala příběhy o sedmiletém klukovi Šimšovi, který žil s invalidním dědou (ilustrace Jaroslav Malák). Zvětšil se podíl pohádek na motivy světových autorů a dobrodružných příběhů. Časopis obohatila tvorba zakazovaných autorů (Ivan Blatný, Antonín Brousek, Bohumila Grögerová, Jiří Kolář). Vznikaly další vědomostní a poznávací rubriky, hádanky a soutěže. Magdalena Propperová byla šéfredaktorkou do ledna 2002. Po roce 1996 byla autorkou rubrik „Nehádejte, přemýšlejte“ nebo „Vybíráme správné odpovědi“ 
Formát časopisu se zvětšil na rozměr A4. Získal moderní vzhled grafickým rozlišením jednotlivých rubrik. Počet stran se zvýšil na třicet šest. Objem reklamy se začal zvyšovat.  

### 21.století
Během prvního desetiletí jednadvacátého století měl časopis šedesát šest stran. Zdvojnásobil se počet komiksů. Podíl reklamy se během deseti let výrazně zvýšil. Časopis obsahoval reklamu na výrobky od společností McDonald´s, Mladá fronta, Jetix, Orion, Disney atd. K hlavním ilustrátorům doby patřili Tomáš Suder a Petr Morkes. Za grafickou úpravu časopisu byla zodpovědná Karolína Hejná. Kreslené obrázky doplňovala grafika a fotografie. Do obsahu časopisu bylo zařazeno výrazně více soutěží, detektivních hádanek založených na příběhu (Detektivní škola komisaře Vrťapky). Pohádky a poezie zmizely a zůstaly je povídky. Novinkou v roce 2008 byly přílohy vložené v časopise, které tvořily pexesa, různé hry nebo návody na výrobu různých předmětů.
Začal se uplatňovat trend kratších textů a zřetelná inspirace estetikou internetových stránek pro děti. Kontinuita časopisu je zajišťována reklamou, kterou zahrnují různé soutěže a hry. Nejčastějšími inzerenty jsou výrobci hraček a potravin. Od roku 2016 vydává časopis společnost Czech News Center.
Časopis je adresován dětem od sedmi do dvanácti let. Obsah tvoří naučné i zábavné články, hravé úkoly, komiksy, vtipy, čtení na pokračování, rébusy, křížovky nebo návody na různé „tvoření“. Lze zde nalézt tipy na dobré knížky a filmy i výuku angličtiny nebo průvodce světem internetu a moderních technologií. Přílohu tvoří pexesa, plakáty nebo masky.